# هيرن باي

هيرن باي هي بلدة تقع في جنوب شرق إنجلترا. تبعد حوالي 10 كم شمال مدينة كانتربيري و 6 كم شرق مدينة وايتستابل.